# Okan Öztürk
Okan Öztürk (Amasya, 30 novembre 1977) è un ex calciatore turco, di ruolo attaccante.